# (5972) Harryatkinson
(5972) Harryatkinson (1991 PS12) – planetoida z pasa głównego asteroid okrążająca Słońce w ciągu 4,39 lat w średniej odległości 2,68 j.a. Odkryta 5 sierpnia 1991 roku.